# Canebière
La Canebière, i äldre stavning även Cannebière, provensalska: la Canebiera eller la Canebiero, är en aveny i Marseilles 1:a arrondissement och kanske den viktigaste i staden. Gatan går från Quai des Belges vid Marseilles gamla hamn i väster genom stadsdelarna Belsunce, Le Chapitre, Noailles, Opéra och Thiers till Boulevard de la Libération i öster.
Gatan har sitt namn efter hampaplantan (provensalska: canebe, från latinets cannabis). Det syftar på den omfattande repslagarverksamhet för Marseilles galärvarv som fanns här under 1600-talet och 1700-talet.